# Corynofrea mirabilis
Corynofrea mirabilis är en skalbaggsart som beskrevs av Aurivillius 1910. Corynofrea mirabilis ingår i släktet Corynofrea och familjen långhorningar. Inga underarter finns listade i Catalogue of Life.